# Horst von Einsiedel
Horst Karl von Einsiedel (* 7. Juni 1905 in Dresden; † 25. Februar 1947 im Speziallager Sachsenhausen) war ein deutscher Jurist, Ökonom, Widerstandskämpfer gegen den Nationalsozialismus und Mitglied des Kreisauer Kreises.

## Familie
Er entstammte dem alten meißnischen Adelsgeschlecht Einsiedel und war der Sohn des Regierungs- und Medizinalrats Dr. med. Gotthard von Einsiedel (1869–1928), Vorsteher der staatlichen Lymphanstalt und Oberstabsarzt der Landwehr, und der Henriette Hippe (1878–1950). Der Vater war am 28. November 1913 unter der Nr. 487 in das königlich-sächsische Adelsbuch eingetragen worden.
Einsiedel war unverheiratet.

## Leben
Einsiedel wuchs in einer evangelischen Arztfamilie in Dresden auf. Ab 1924 studierte er Rechtswissenschaften in Breslau. Zusammen mit Carl Dietrich von Trotha war er Mitglied der Schlesischen Jungmannschaft als Teil der bündischen Deutschen Freischar. Er war einer der Mitbegründer der Löwenberger Arbeitsgemeinschaft. Wesentlichen Anteil auf seine späteren sozialen Visionen hatte sein Professor Eugen Rosenstock-Huessy mit seinen Vorstellungen der Bildung und der „Arbeitslagerbewegung“, später bei seinem Studium am Kieler Institut für Weltwirtschaft Professor Adolf Löwe mit seinen ökonomischen Forschungen und Gedanken Zusammenhang mit der Soziallehre. 1930 wurde er Mitglied der SPD. Weitere Studien führten ihn 1930 bis 1932 nach seinem Juraexamen in die USA. 1933 wurde er bei Löwe mit einer Arbeit über Roosevelts kreditfinanzierte Arbeitsbeschaffungsmaßnahmen gegen die Folgen der Weltwirtschaftskrise promoviert.
Der Aufbau einer beruflichen Existenz wurde dem Sozialdemokraten Einsiedel von den Nationalsozialisten schwer gemacht. Er fand Ende 1934 in der Reichsstelle Chemie eine Anstellung, wo er bis zum Leiter der Planungsabteilung aufstieg.
Bereits in den 1930er Jahren versuchte er gemeinsam mit seinem Studienfreund Carl Dietrich von Trotha und Arvid Harnack (Rote Kapelle) eine Opposition gegen die Nationalsozialisten aufzubauen. Einsiedel gehörte seit 1940 dem Kreisauer Kreis an. Er kam über Trotha und dessen Ehefrau Margarete Bartelt zum Kreis. Sein Interesse im Kreis galt der Sozialen Marktwirtschaft und einer Wirtschaftsordnung. Er wurde den Attentätern des 20. Juli 1944 zugerechnet. Ein Nachweis konnte jedoch von der Gestapo nicht erbracht werden.
Ab Mai 1945 arbeitete er in der Wirtschaftsverwaltung des neu gebildeten Magistrats von Berlin mit, ab August dann in der Abteilung Planung für die Industrie bei den Deutschen Zentralverwaltungen der Sowjetischen Besatzungszone (SBZ). Nach Kontakten zu amerikanischen Stellen, die er mit Trotha zur Diskussion neuer Wirtschaftordnungen unterhielt, wurde er jedoch 1945 von der sowjetischen Geheimpolizei als „amerikanischer Spion“ in Berlin verhaftet und kam im sowjetischen Speziallager Nr. 7 auf dem Gelände des ehemaligen Konzentrationslagers Sachsenhausen 1947 unter ungeklärten Umständen ums Leben.
Die Visionen Einsiedels zu Europa und der Verzicht auf einzelstaatliche Souveränität wurden in seinen Ausführungen zu einer Nachkriegs-Wirtschaftsordnung mehrfach ausführlich dargestellt und haben dem Grunde nach an Aktualität nicht verloren.

## Zitate
- „Die Weisheit des Staatsmannes ist für kein Gebiet so wichtig als für die Lenkung der Wirtschaft. … Ich glaube, dass die Einstellung der Völker zu dieser Frage der verantwortlichen Wirtschaftslenkung für die friedliche Zukunft der Welt von entscheidender Bedeutung ist.“ – Letzte Sätze aus Einsiedels Lebenslauf.

## Bibliografie
- Sind öffentliche Arbeiten ein Mittel der Konjunktur-Politik? Dargestellt auf Grund der Erfahrungen in den Vereinigten Staaten, wirtschafts- und sozialwissenschaftliche Dissertation vom 27. Juni 1933, Verlag Triltsch, Würzburg 1933.